# 野上元 (社会学者)
野上 元 （のがみ げん、1971年 - ）は、日本の社会学者。専門は歴史社会学、メディア史。早稲田大学教育・総合科学学術院教授。元戦争社会学研究会代表。

## 人物・経歴
東京都生まれ。1994年一橋大学社会学部卒業。1999年東京大学大学院人文社会系研究科社会文化研究専攻社会情報学専門分野単位取得退学、日本学術振興会特別研究員。2002年日本女子大学人間社会学部助手、博士（社会情報学）。2006年筑波大学大学院人文社会科学研究科助教授。2022年早稲田大学教育・総合科学学術院教授。
2014年戦争社会学研究会代表。2017年日本マス・コミュニケーション学会編集委員。2018年国家公務員採用総合職試験試験専門委員（人間科学）。2019年関東社会学会常任理事（編集委員長）。

## 著作
- 『戦争体験の社会学 : 「兵士」という文体』弘文堂 2006年

### 共著
- 『浮遊する「記憶」』（矢野敬一, 木下直之, 福田珠己, 阿部安成と共著）青弓社 2005年
- 『自殺の歴史社会学 : 「意志」のゆくえ』（貞包英之, 元森絵里子と共著）青弓社 2016年

### 共編著
- 『カルチュラル・ポリティクス1960/70』（北田暁大, 水溜真由美と共編）せりか書房 2005年
- 『戦争社会学ブックガイド : 現代世界を読み解く132冊』（福間良明と共編）創元社 2012年
- 『戦争社会学の構想 : 制度・体験・メディア』（福間良明, 蘭信三, 石原俊と共編）勉誠出版 2013年
- 『歴史と向きあう社会学 : 資料・表象・経験』（小林多寿子と共編著）ミネルヴァ書房 2015年

- 『シリーズ「戦争と社会」1~5』（蘭信三, 石原俊, 一ノ瀬俊也, 佐藤文香 ,西村明, 福間良明と共編著）岩波書店 2021-22年